# Bataille de Pfeddersheim
Pour les articles homonymes, voir Bataille de Pfeddersheim (homonymie).
La Bataille de Pfeddersheim était une bataille de la guerre des paysans allemands qui eut lieu près de Pfeddersheim en juin 1525. Plusieurs milliers de paysans y ont perdu la vie.

## Origine
Fin avril 1525, des troubles paysans et civils commencèrent à Worms et dans ses environs. Ils ont atteint leur apogée en mai de la même année. Les autorités de la ville ont dû se plier à 13 articles et faire des concessions dans un délai de quatre jours.
Ces articles portaient sur trois domaines : D'un côté, il y avait le domaine religieux, qui exigeait un sermon pur et sans mélange de l'Évangile et le libre choix des pasteurs et des prédicateurs par les membres de la communauté. En revanche, dans le domaine économique, on exigeait que les intérêts, surplus de consommateur et avantages dus au clergé soient considérés comme payés si la somme principale était payée trois fois. Les paysans ont également exigé l'autorisation de chasser, de pêcher et de prélever du bois dans les forêts et les terres communes. Enfin, les articles constitutionnels exigeaient que la révocation (en allemand : Rachtung) de 1519 soit abrogée et les documents détruits. Tous les privilèges du clergé, même s'ils provenaient des empereurs, des rois et des papes, furent déclarés éteints. A Pfeddersheim, le clergé, la noblesse et les stift détenaient un bon tiers des terres arables. Le clergé en particulier possédait les terres cultivées les plus précieuses.
Les paysans de la région avaient auparavant rejoint le soulèvement du sud-ouest de l'Allemagne en raison d'impôts excessifs et avaient attaqué, pillé et dévasté de nombreuses propriétés nobles et monastiques. Les citoyens de Pfeddersheim étaient enclins à participer aux soulèvements. On espérait que la situation sociale s'améliorerait. Il fut donc très facile pour les paysans rebelles de prendre possession de Pfeddersheim.
De son côté, après la conquête de Wurzbourg, l'électeur Louis V du Palatinat revint le plus rapidement possible dans son domaine avec son armée afin d'y mettre également un terme au mouvement.

## Bataille

### Troupes et armements
Les deux armées avaient à peu près la même taille en termes de nombre, mais les paysans étaient nettement plus faibles en termes d'équipement et de formation militaire. Ils étaient armés de lances, de Morgensterne, de piques, de fusils et d'outils agricoles (fourches, faux, fléaux). Certains groupes de paysans avaient également avec eux des armes capturées. Ils n’avaient pas de chef militaire pour coordonner les troupes et leur donner une direction, un objectif et une poussée. Même s’il y avait des dirigeants parmi les paysans, ils ne parvenaient pas à s’affirmer au-delà des frontières de leur pays.
L'armée princière avait accès aux armureries. Les mercenaires princiers étaient militairement entraînés et mieux armés. De plus, l'électeur Ludwig possédait plusieurs drapeaux de cavalerie de 150 hommes chacun.

### Avant la bataille
Après le déplacement des troupes princières vers Pfeddersheim, le maréchal Wilhelm von Habern et Schenk Eberhard von Erbach firent prendre position à l'artillerie et à l'infanterie sur une colline au nord, à une courte distance de la ville. Ensuite, les fortifications de Pfeddersheim furent bombardées. Les insurgés ont répondu avec leur artillerie. Les tirs mutuels n'ont pas abouti.
L'armée du Palatinat installe alors des postes d'observation pour savoir ce que les paysans vont faire ensuite. Les canons qui étaient autrement utilisés en arrière-plan de la bataille étaient positionnés relativement près de la ville. De petites troupes furent également formées et positionnées sur une colline au sud-ouest de Pfeddersheim pour les observer.
Après l'installation de troupes au nord et au sud-ouest, le siège autour de Pfeddersheim fut presque entièrement fermé avec la construction de camps à l'ouest. L’est n’était pas assiégé car il n’y avait pas de sortie de la ville. Un camp supplémentaire, dans lequel se sont installés le cuisinier, le chariot de provisions et plus tard l'électeur Ludwig, a été construit à l'extérieur de l'anneau de siège. Les serviteurs se sont installés entre ce camp et la rivière Pfrimm.

### Cours de la bataille
Peu de temps après l'occupation du dernier camp, une petite troupe de paysans émergea de la porte ouest de la ville. Puis 7 000 autres hommes sortirent en trombe de la porte et envahirent le tablier ouest, peut-être pour vaincre facilement les troupes de cavalerie qui y campaient. Lorsque cela n'a pas fonctionné parce qu'ils dépassaient la force des troupes et la capacité de combat des paysans, ils se sont retirés sur le Wingartberg, d'où ils ont tiré sur le corps principal de la cavalerie avec de l'artillerie. Comme les troupes princières ne savaient pas où les paysans quitteraient la montagne, elles attendirent d'abord.
Lorsque les troupes paysannes prirent alors d'assaut le versant sud de la montagne vers la force principale du prince, le maréchal von Habern vint en aide au capitaine sur ses ordres et plaça ses troupes derrière la force principale. L'artillerie regroupée a immédiatement tiré sur les assaillants. Les paysans se sentant à nouveau vaincus, ils tentèrent de s'enfuir vers la ville. Les troupes princières utilisèrent des escadrons de cavalerie et des mercenaires pour empêcher cela, de sorte que de nombreux paysans ne purent s'enfuir vers la ville. Au total, près de 4 000 paysans ont été arrêtés, poignardés ou étranglés sur place. Les paysans ont également essayé d'entrer dans la ville par d'autres portes de la ville. D'autres ont tenté de s'enfuir vers Worms. Dans la phase finale de la bataille, de nombreux paysans se sont barricadés dans l'Abbaye Sankt Georgenberg de Worms, qui a donc été complètement dévasté .
À la tombée de la nuit, trois petites troupes, 1 500 soldats et 1 000 merceaires étaient positionnés autour de Pfeddersheim. Le lendemain matin, des canons ont été positionnés près de la ville et les bombardements ont commencé. Après trois heures et 262 coups de feu, les agriculteurs se sont rendus.

## Après la bataille
Le 25 juin, tous les paysans non sujets du Palatinat devaient quitter la ville sans armes. Environ 3 000 personnes ont obéi à l'ordre. Malgré l'avertissement, beaucoup essayaient la fuite craignant d'être punis. Cependant, la tentative d'évasion a échoué et les soldats ont provoqué un nouveau bain de sang qui a coûté la vie à 800 personnes. 30 meneurs ont été immédiatement décapités, les autres agriculteurs ont été libérés dans des conditions difficiles.
Les troupes princières occupent alors la ville. Les agriculteurs restants ont dû se rassembler dans le cimetière et 180 dirigeants ont été enfermés dans l'église. Les citoyens de Pfeddersheim devaient les garder. Pour chaque paysan qui s'échappait, prévenaient-ils, un citoyen perdrait la vie. Les habitants ont dû rendre le lendemain matin tous ceux qu'ils avaient cachés. 24 dirigeants ont été exécutés. Tous les autres paysans ont été libérés contre paiement.
Les habitants de Pfeddersheim furent également sévèrement punis. Quatre de leurs dirigeants ont été décapités. La ville fut soumise à des conditions sévères : elle dut payer des taxes élevées, remettre toutes les armes et renoncer à ses lettres de liberté (en allemand : Freibrief).

## Mémoire

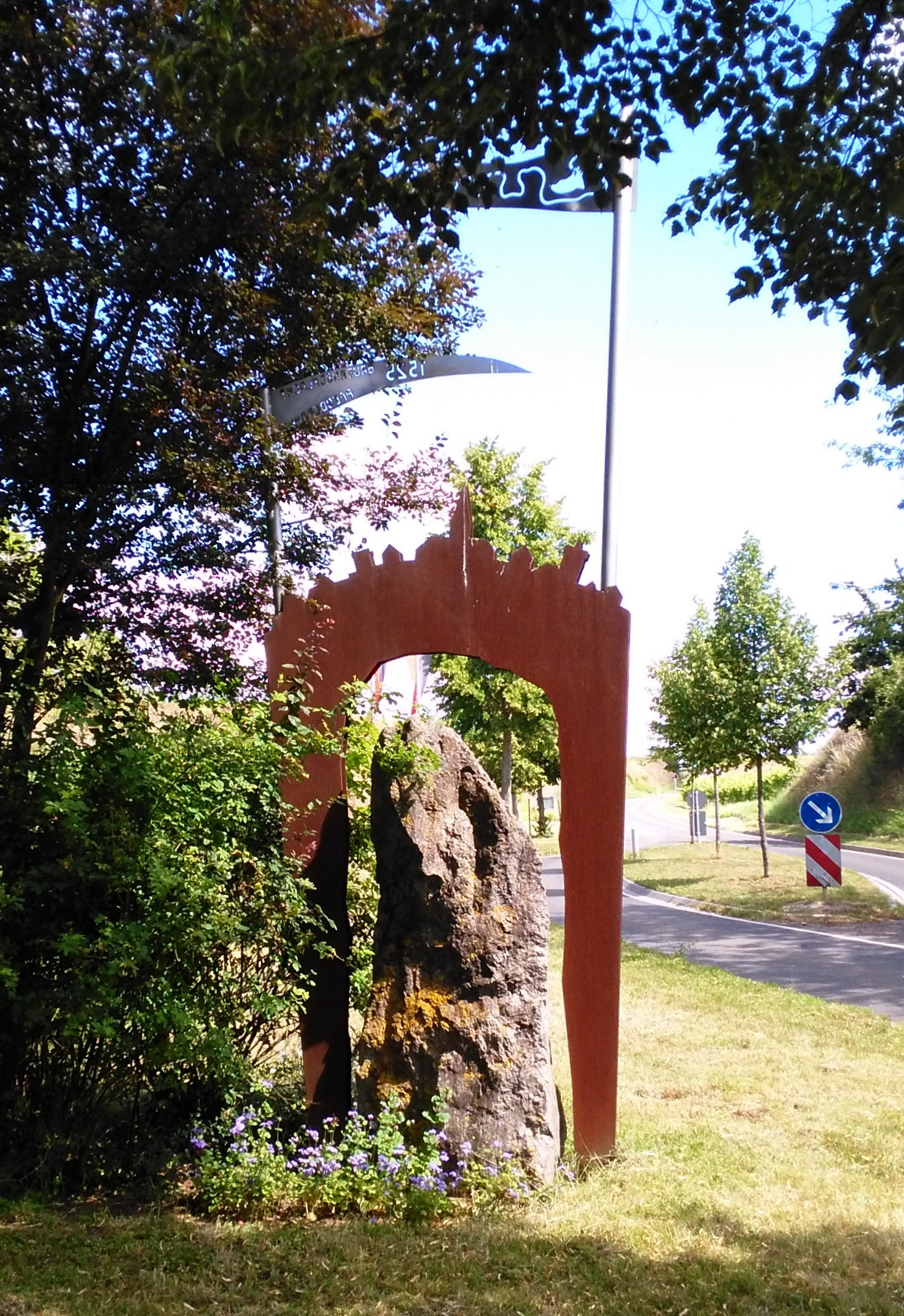
Monument de la bataille de Pfeddersheim sur le « Bluthohl » (Rue vers Mörstadt)

Aujourd'hui encore, la rue qui mène de Pfeddersheim au nord en direction de Mörstadt (Georg-Scheu-Straße) est communément appelée « Bluthohl » (en français : « ravin sanglant »). Le nom vient du fait qu'on dit que la bataille faisait rage sur les hauteurs, à tel point que le sang des morts coulait par ce chemin jusqu'à la ville.